# أديم التربة

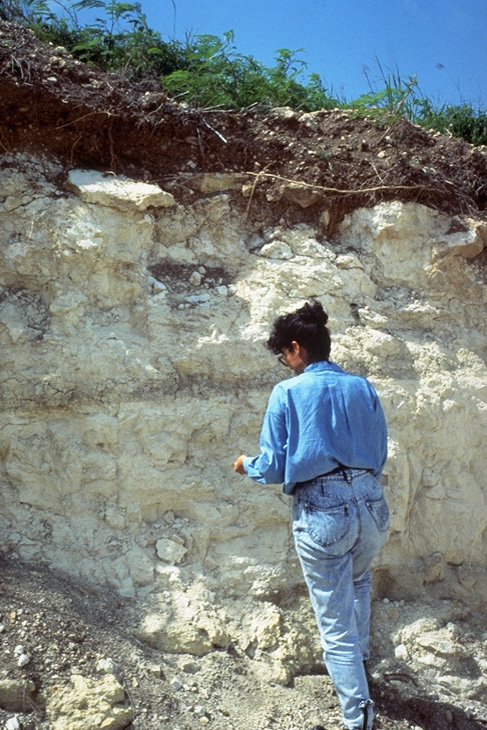
سلسلة ارواك التربة. سانت كروا، جزر فيرجن الأمريكية. عمق أديم التربة 11 بوصة وعمق التربة 14 بوصة

أديم التربة أو قعر التربة (بالإنجليزية: solum)‏ في علوم التربة ويتكون من طبقات تربة سطحية وتربة تحتية التي خضعت لنفس شروط تكون التربة . قاعدة أديم التربة هي المادة الأم الغير متأثرة بالعوامل الجوية نسبيًا.
أديم التربة والأتربة ليستا مترادفتين. تشمل بعض الأتربة طبقات لا تتأثر بتكوين التربة. هذه الطبقات ليست جزءا من أديم التربة. يتراوح عدد الطبقات التاريخية من طبقة إلى عدة طبقات. يمكن أن تكون الطبقة السطحية التي يبلغ سمكها 10 سم القاعدة الصخرية هي لوحدها أديم التربة. لا تحتوي التربة التي تتكون فقط من رواسب غرينية والتي تم ترسيبها حديثًا أو رواسب رخوة مكشوفة مؤخرًا على أديم التربة.
من حيث تسميات أفق التربة، يتكون أديم التربة من آفاق A و E و B وآفاقها الانتقالية وبعض آفاق O. تشمل الآفاق التي تحتوي على تراكم الكربونات أو الأملاح القابلة للذوبان إذا كانت إما داخل أو آخرى متجاورة مع آفاق تاريخية أخرى ويتم إنتاجها جزئيًا على الأقل في نفس الفترة من تكوين التربة. يحتوي أديم التربة للتربة الموجود على السطح، على سبيل المثال، على كل الآفاق التي تتشكل الآن. لا يقتصر أديم التربة بالضرورة على منطقة النشاط البيولوجي الرئيسي. لا يحتوي أديم التربة على الحد الأقصى أو الحد الأدنى للسمك.
يجب أن يرتبط الحد الأدنى بعمق التجذير المتوقع للنباتات المعمرة مع افتراض أن ظروف رطوبة التربة وكيمياء التربة ليست محدودة. في بعض أنواع التربة، يمكن تعيين الحد الأدنى لأديم التربة بشكل افتراضي فقط، ويحتاج إلى تعريف فيما يتعلق بالتربة المعينة. على سبيل المثال، يمكن بسهولة تصور آفاق تراكم الكربونات كجزء من المحلول في العديد من الأتربة في البيئات القاحلة وشبه القاحلة. إن تصور تراكمات كربونات صلبة تمتد لمسافة 5 أمتار أو أكثر تحت الأفق B كجزء من السائل هو الأكثر صعوبة. تبدأ مواد التربة الغلاَي في بعض التربة على بعد بضعة سنتيمترات من السطح وتستمر دون تغيير عملي حتى عمق عدة أمتار.
في القانون الإسكتلندي، فإن أديم التربة هو مساحة الأرض التي تقع داخل جدران أو أسس المبنى.